# Фухимори, Кейко
Кейко (Кэйко) София Фухимори Игучи (исп. Keiko Sofía Fujimori Higuchi, яп. 藤森 恵子; род. 25 мая 1975, Лима) — перуанский политик японского происхождения, кандидат в президенты на выборах 2011, 2016 и 2021 года. Дочь бывшего президента Альберто Фухимори.

## Биография
В период президентства своего отца начала обучение в Университете Стоуни-Брук в США, в 1997 году получила диплом Бостонского университета. В 1994 году после развода родителей получила титул «первой леди» Перу. Активно занималась благотворительностью, преимущественно в пользу детей.
В 2004 вышла замуж за гражданина США Марка Вилланелла, в 2009 ставшего также гражданином Перу.
После начала судебного преследования отца в 2005 году вошла в большую политику, приняв участие в выборах в Конгресс Республики Перу 2006 года от партии «Alianza por el Futuro» (аббревиатура названия партии, AF, также является инициалами Альберто Фухимори) и собрав 602 869 голосов в округе Лима, что стало абсолютным рекордом для одного кандидата на этих выборах. Депутат Конгресса в 2006—2011.

### Президентские выборы 2011 года
В 2010 года объявила о выдвижении на пост президента Перу на выборах 10 апреля 2011 года от блока «Fuerza 2011». Кандидатом в вице-президенты стал Рафаэль Рей, бывший министр обороны. В ходе голосования 10 апреля получила 23,49 % голосов, заняла второе место и вышла во второй тур (5 июня). После обработки 99 % бюллетеней во втором туре её результат составляет 48,452 %; таким образом, Кейко заняла второе место на выборах, уступив Ольянте Умале.

### Всеобщие выборы 2016 года
В первом туре президентских выборов 10 апреля 2016 года заняла первое место с 39,86 % голосов. В этот же день состоялись парламентские выборы, на которых возглавляемая Кейко партия Fuerza Popular (Народная сила, ранее называлась Fuerza 2011) получила 71 из 130 мест в Конгрессе.
Второй тур президентских выборов прошел 5 июня 2016 года. По результатам голосования Кейко заняла второе место, набрав 49,88 % голосов. Вскоре она признала победу своего соперника Педро Пабло Кучински.
В октябре 2018 года была арестована в рамках расследования дела Odebrecht. Была освобождена по апелляции спустя неделю. 31 октября 2018 года была отправлена судом под стражу на 36 месяцев после нового запроса прокуратуры.
Фухимори обратилась с просьбой об освобождении, но апелляция была отклонена Верховным судом в январе 2019 г. 30 апреля 2020 г. перуанский апелляционный суд отменил постановление о 15-месячном заключении и освободил ее условно-досрочно из тюрьмы. 5 мая она была освобождена под залог.

### Всеобщие выборы 2021 года
В первом туре президентских выборов, состоявшемся 11 апреля 2021 года, Кейко Фухимори набрала 13,4 % голосов, выйдя во второй тур с Педро Кастильо (18,9 %), кандидатом от партии Свободное Перу. Стремительный рост рейтинга Кастильо в последние недели перед выборами стал большой неожиданностью для наблюдателей.
По мере приближения второго тура выборов кампания Фухимори использовала тактику разжигания страха, чтобы заручиться поддержкой среднего и высшего классов в Лиме, обвиняя Кастильо в попытке установить коммунизм в Перу и пойти по пути Уго Чавеса и Николаса Мадуро в Венесуэле.
6 июня во втором туре Кастильо набрал 50,1 % голосов и опередил соперницу на 0,25 % — Кейко Фухимори набрала около 49,9 % голосов. Она отстала от лидера примерно на 44 тыс. голосов. Объявление официальных результатов было отложено из-за обвинений оппозиционных политиков в фальсификации.